# Košarka 3 na 3
Košarka 3 na 3 (en. 3×3, FIBA 33), košarka 3×3 ili ulična košarka, oblik košarke koji se razvio na gradskomu asfaltu SAD-a. Ima preko 250 000 000 registriranih igrača.[nedostaje izvor] Ova igra s pravilima utvrđenima 2007. pod FIBA-om bila je pokazni šport na Azijskim igrama dvoranskih športova 2007., a uključena na međunarodnoj razini na Azijske igre mladih 2009. i Olimpijske igre mladih 2010. (na kojima je Hrvatska osvojila srebro). Prvo SP mladih u košarci 3 na 3 održano je 2011., a seniorsko SP i u muškoj i u ženskoj konkurenciji u kolovozu 2012. FIBA lobira za uvrštavanje košarke 3 na 3 među olimpijske športove već od 2016.[nedostaje izvor] Kao što je odbojka na pijesku kao krnja inačica odbojkaške igra uz punu u programu OI-a, tako se lobira kako bi se u nj uvrstio i košarka 3 na 3 kao krnja inačica košarkaške igre.[nedostaje izvor]
Od 2018. košarke nema na Mediteranskim igrama jer ju je zamijenio košarka 3 na 3, i u muškoj i u ženskoj konkurenciji.

## Pravila
FIBA je objavila prva službena pravila 2. lipnja 2010.[nedostaje izvor]
- svaka se momčad sastoji od 4-5 igrača i 1-2 trenera, 3 su u svakom trenutku na igralištu (koje je jedna polovina košarkaškoga igrališta; jedan je koš)
- igra ne počinje skakanjem za loptu, već umjesto toga igrač jedne momčadi gađa za tri poena (ako pogodi, njegova momčad dobiva loptu)
- 2 su poluvremena po 5 min, pobjednik je momčad koja prva postigne 33 poena (ako na kraju igre nijedna ne postigne toliko, ali jedna postigne više, ta pobjeđuje); ako nema pobjednika nakon 10 min igraju se produžetci po 2 min (igra ranije završava ako jedna momčad stigne do 33 poena)
- napad je ograničen na 12 sekundi
- prvi igrač koji kreće u napad mora izići na tricu i prije pucnja dodati loptu nekomu od suigrača
- nema minute odmora (time-outa)
- igrač s 5 prekršaja se diskvalificira
- momčad je u kaznenome položaju s 4 momčadska prekršaja (ako su to obrambeni prekršaji bez protivničkoga pucnja slijede dva slobodna bacanja za protivnika)
- igrač kada primi (ukrade, oduzme) loptu od protivnika mora izići izvan trice
- od 2014. nema ograničenja osobnih faula za igrače; ekipni bonus je 6 faula, ali svaki naredni kažnjava se sa 2 slobodna bacanja suprotne ekipe te nakon 9 faula i sa posjedom lopte.[1]

## U Hrvatskoj
Najuspješnije hrvatske ekipe su Statist Split (2013. bili na vrhu FIBA-ine 3×3 ljestvice kao najbolja svjetska momčad, osvojili Streetball Europe 2011. u Prištini, svjetski prvaci ili doprvaci 2012., europski prvaci 2012.), Klesari Kebo Šibenik (neslužbeni prvaci Europe 2003. u Bolu, treći na svjetskome prvenstvu 2003. u Caorle-u (Italija), drugi na svjetskomu prvenstvu 2004. u Caorle-u, treći na svjetskome prvenstvu 2005. u Caorle-u, drugi na svjetskomu prvenstvu 2008. u Moskvi), UNIT 021 Split (europski prvaci u streetballu 2005.), Mosa Fowiki Zadar (treći na Streetball Europe 2011. u Prištini). Ostale značajne ekipe su General Vasilije Mitu iz Zagreba, Ekogradnja Nova Gradiška (jedna od najdugovječnijih ekipa ulične košarke u Hrvatskoj), Džinovska djeca Bjelovar, The lost vikings Zagreb.
Sveta Nedelja 3X3 Hoopfest 2021. je prvi sportski događaj u Hrvatskoj u okviru kojeg je dio nagradnog fonda bio isplaćen u kriptovalutama, a Svetonedeljska udruga mladih (Svenum) prvi organizator sportskog događaja u Hrvatskoj koji je uveo kriptovalute u nagradni fond.

## Popis dugovječnih i značajnih streetball turnira u Hrvatskoj
Serije turnira
- Prvenstvo Hrvatske u košarci 3 na 3 (od 2016.), neka izdanja organizira HKS, nekad prizna druga natjecanja kao Prvenstvo Hrvatske; status FIBA-ina 3×3 pratećega turnira
- 3BL Croatia (od 2023.), prva hrvatska profesionalna košarkaška 3×3 liga[11][12]
- Basket Tour, neka izdanja bila Prvenstvo Hrvatske
- Croatia basketball tour (2015.), organizirao HKS[13][14]
- Grosbasket 3×3 Summer Tour (2018.)[15]
- PRO 3×3 Tour (od 2022.), neka izdanja bila Prvenstvo Hrvatske
- Street Basket Tour (1998.–2006.), organizirala HAKL Asocijacija, neka izdanja bila Prvenstvo Hrvatske[16]
- Streetball NLB AND1 Tour (2007.)[17]

|     | FIBA turnir (barem jednom) |                   |
| SBT | streetball turnir          | streetball turnir |

| Turniri s barem 10 izdanja ili 1. turniri svoje vrste u Hrvatskoj ili po nečemu drugome značajni turniri | Turniri s barem 10 izdanja ili 1. turniri svoje vrste u Hrvatskoj ili po nečemu drugome značajni turniri | Turniri s barem 10 izdanja ili 1. turniri svoje vrste u Hrvatskoj ili po nečemu drugome značajni turniri | Turniri s barem 10 izdanja ili 1. turniri svoje vrste u Hrvatskoj ili po nečemu drugome značajni turniri | Turniri s barem 10 izdanja ili 1. turniri svoje vrste u Hrvatskoj ili po nečemu drugome značajni turniri | Turniri s barem 10 izdanja ili 1. turniri svoje vrste u Hrvatskoj ili po nečemu drugome značajni turniri | Turniri s barem 10 izdanja ili 1. turniri svoje vrste u Hrvatskoj ili po nečemu drugome značajni turniri |
| Naziv turnira                                                                                            | Lokacija                                                                                                 | 1. izdanje                                                                                               | Zadnje izdanje                                                                                           | Bilješke                                                                                                 | Ref | |
| --- | --- | --- | --- | --- | --- | --- |
| ADIDAS SBT Tuškanac                                                                                      | Zagreb                                                                                                   | 2013. | 2013. | | [ 18 ]                                                                                                   | |
| Božićni SBT Drniš                                                                                        | Drniš | | | | | |
| Cedevita Streethall                                                                                      | Zagreb                                                                                                   | 2013. | 2013. | | [ 19 ]                                                                                                   | |
| Crosscity Buckets                                                                                        | Križevci                                                                                                 | 2013. | igra se                                                                                                  | od 2023. ima FIBA status;                                                                                | [ 20 ] [ 21 ]                                                                                            | |
| ČK Basket Fever                                                                                          | Čakovec                                                                                                  | 2016. | igra se                                                                                                  | | | |
| Filipjanski SBT                                                                                          | Sv. Filip i Jakov                                                                                        | | igra se                                                                                                  | | [ 22 ]                                                                                                   | |
| Hakl na Kozjaku                                                                                          | Zagreb                                                                                                   | 2011. | igra se                                                                                                  | | [ 23 ]                                                                                                   | |
| Hakl na Taksiju                                                                                          | Zagreb                                                                                                   | 2015. | igra se                                                                                                  | | [ 24 ]                                                                                                   | |
| Kotoriba streetball open Memorijalni SBT "Bojan Zvošec" (od 2011.)                                       | Kotoriba                                                                                                 | 1997. | igra se                                                                                                  | | [ 25 ] [ 26 ] [ 27 ]                                                                                     | |
| Memorijalni SBT "Branko Mihajlović Boys"                                                                 | Delnice                                                                                                  | 2011. | igra se                                                                                                  | | | |
| Memorijalni SBT "Marino Pađen"                                                                           | Selce | 2009. | igra se                                                                                                  | | [ 28 ]                                                                                                   | |
| Noćni Hakl                                                                                               | Zagreb                                                                                                   | 2009. | igra se                                                                                                  | najveći i najmasovniji turnir ulične košarke u Hrvatskoj;                                                | | |
| Noćni SBT "Donji Kraljevec"                                                                              | Donji Kraljevec                                                                                          | 2013. | igra se                                                                                                  | | [ 29 ]                                                                                                   | |
| Rim / Hakla Rim                                                                                          | Pazin | barem 2008.                                                                                              | igra se                                                                                                  | | [ 30 ] [ 31 ]                                                                                            | |
| Snow Hakl                                                                                                | Zagreb                                                                                                   | 2012. | igra se                                                                                                  | | [ 32 ] [ 33 ]                                                                                            | |
| Streetball Challenge Makarska                                                                            | Makarska                                                                                                 | 2016. | igra se                                                                                                  | | [ 34 ]                                                                                                   | |
| Streetball Belišće                                                                                       | Belišće                                                                                                  | 2013. | igra se                                                                                                  | | [ 35 ]                                                                                                   | |
| Streetball Gradac                                                                                        | Gradac                                                                                                   | 2011. | igra se                                                                                                  | | | |
| Streetball Grude                                                                                         | Grude | barem 2012.                                                                                              | igra se                                                                                                  | | | |
| Streetball Jam                                                                                           | Valpovo                                                                                                  | prije 2011.                                                                                              | igra se                                                                                                  | | [ 36 ]                                                                                                   | |
| Streetball Kali                                                                                          | Kali | 1999. | igra se                                                                                                  | | [ 37 ]                                                                                                   | |
| Streetball Labin                                                                                         | Labin | 2010. | igra se                                                                                                  | | [ 38 ] [ 39 ] [ 40 ] [ 41 ]                                                                              | |
| Streetball Lipik                                                                                         | Lipik | 1999. | igra se                                                                                                  | među prvim turnirima u Hrvatskoj koji su uveli FIBA-ina pravila igre 3×3;                                | | |
| Streetball Metković                                                                                      | Metković                                                                                                 | 1996. | igra se                                                                                                  | | | |
| Streetball Mornarica                                                                                     | Zadar | 2014. | igra se                                                                                                  | igrao se po tradicijskim zadarskim pravilima za 3x3 košarku;                                             | [ 42 ]                                                                                                   | |
| Streetball OG                                                                                            | Ogulin                                                                                                   | 2005. | igra se                                                                                                  | | [ 43 ] [ 44 ]                                                                                            | |
| Streetball Peteranec                                                                                     | Peteranec                                                                                                | 2011. | igra se                                                                                                  | | [ 45 ]                                                                                                   | |
| Streetball Preko                                                                                         | Preko | barem 2014.                                                                                              | igra se                                                                                                  | | | |
| Streetball ‘Pršuting’                                                                                    | Drniš | 2014. | igra se                                                                                                  | | [ 46 ] [ 47 ] [ 48 ]                                                                                     | |
| SBT Dan grada Vinkovaca                                                                                  | Vinkovci                                                                                                 | | igra se                                                                                                  | | | |
| SBT na plaži Banje                                                                                       | Korčula, Banje                                                                                           | 2009. | igra se                                                                                                  | | [ 49 ]                                                                                                   | |

## Vanjske poveznice
- FIBA3x3
- playFIBA3×3
- Košarkaška igrališta u Hrvatskoj
- Basket Tour